# Калама (США)
Калама (англ. Kalama) — місто (англ. city) в США, в окрузі Коуліц штату Вашингтон. Населення — 2959 осіб (2020).

## Географія
Координати Калами — 46°0′31″ пн. ш. 122°49′24″ зх. д. / 46.00861° пн. ш. 122.82333° зх. д. (46.008491, -122.823406). За даними Бюро перепису населення США в 2010 році місто мало площу 7,19 км², з яких 7,18 км² — суходіл та 0,01 км² — водойми. В 2017 році площа становила 9,13 км², з яких 9,02 км² — суходіл та 0,11 км² — водойми.

### Клімат
Калама має теплий літній середземноморський клімат, «Csb» на картах клімату. У цьому регіоні панує тепле (але не спекотне) і сухе літо, з середньомісячною температурою вище 22,0 °C.

## Демографія
Згідно з переписом 2010 року, у місті мешкали 2344 особи в 967 домогосподарствах у складі 665 родин. Густота населення становила 326 осіб/км². Було 1070 помешкань (149/км²).
Расовий склад населення:
| - 91,3 % — білих - 1,3 % — корінних американців - 1,2 % — азіатів - 0,6 % — чорних або афроамериканців - 0,1 % — вихідців з тихоокеанських островів - 1,8 % — осіб інших рас |

До двох чи більше рас належало 3,7 %. Частка іспаномовних становила 4,9 % від усіх жителів.
За віковим діапазоном населення розподілялося таким чином: 23,5 % — особи молодші 18 років, 59,9 % — особи у віці 18—64 років, 16,6 % — особи у віці 65 років та старші. Медіана віку мешканця становила 41,4 року. На 100 осіб жіночої статі у місті припадало 95,5 чоловіків; на 100 жінок у віці від 18 років та старших — 94,4 чоловіків також старших 18 років.
Середній дохід на одне домашнє господарство становив 68 029 доларів США (медіана — 51 979), а середній дохід на одну сім'ю — 75 407 доларів (медіана — 56 597). Медіана доходів становила 50 321 долар для чоловіків та 43 672 долари для жінок. За межею бідності перебувало 8,7 % осіб, у тому числі 8,1 % дітей у віці до 18 років та 2,9 % осіб у віці 65 років та старших.
Цивільне працевлаштоване населення становило 1074 особи. Основні галузі зайнятості: освіта, охорона здоров'я та соціальна допомога — 18,6 %, виробництво — 18,3 %, роздрібна торгівля — 11,7 %, науковці, спеціалісти, менеджери — 10,2 %.

## Пам'ятки Калами
- У парку Калами над річкою Колумбія є один з найвищих тотемних стовпів у всьому світі висотою 42,6 м, що був вирізаний вождем Лелоска.
- У 1874 році була побудована католицька церква св. Йосипа, приблизно в той же час, коли почала діяти залізниця від Калама до Такоми. Це була перша і єдина католицька парафія в Каламі.

## Галерея

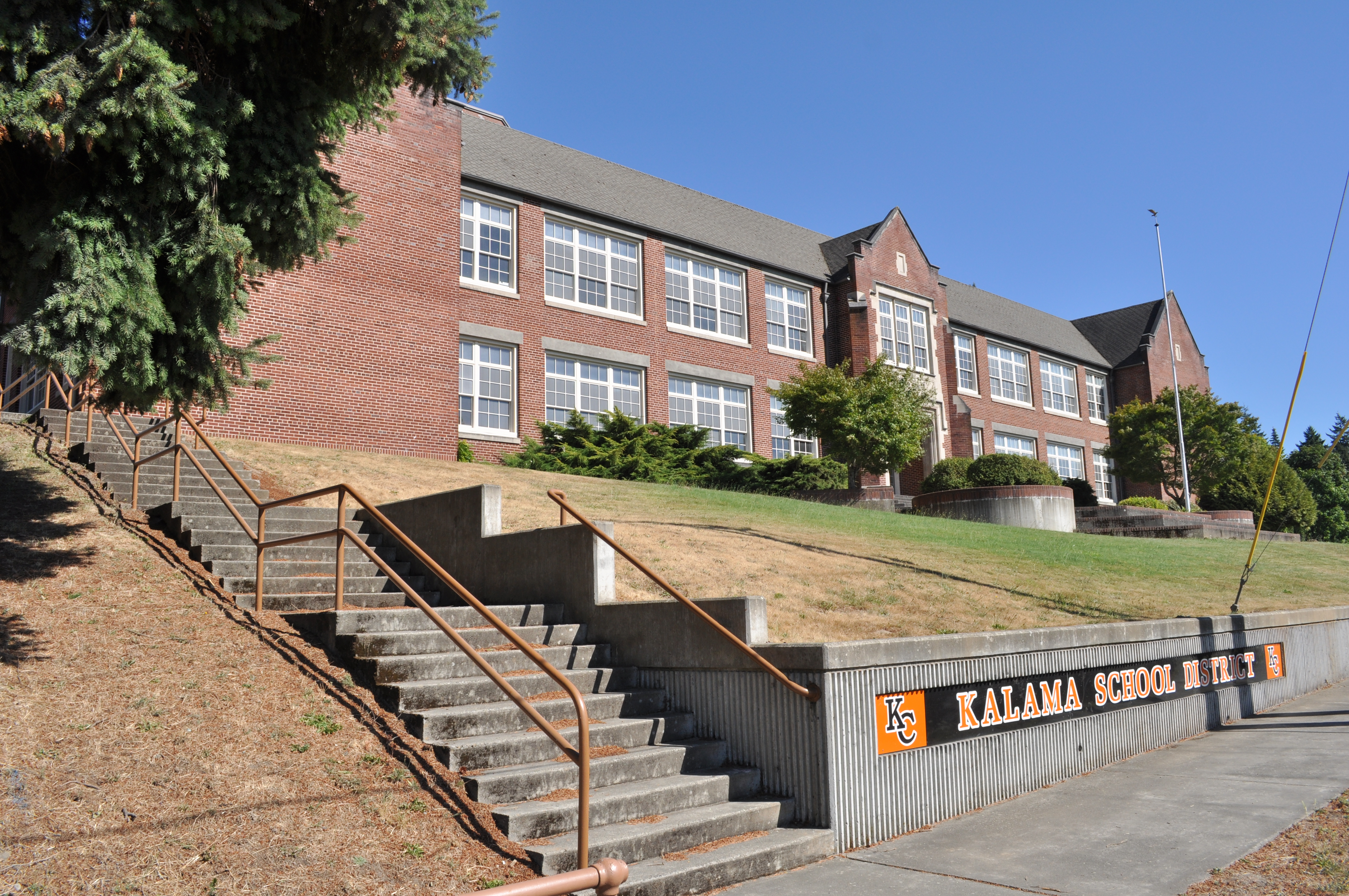
Середня школа Калама
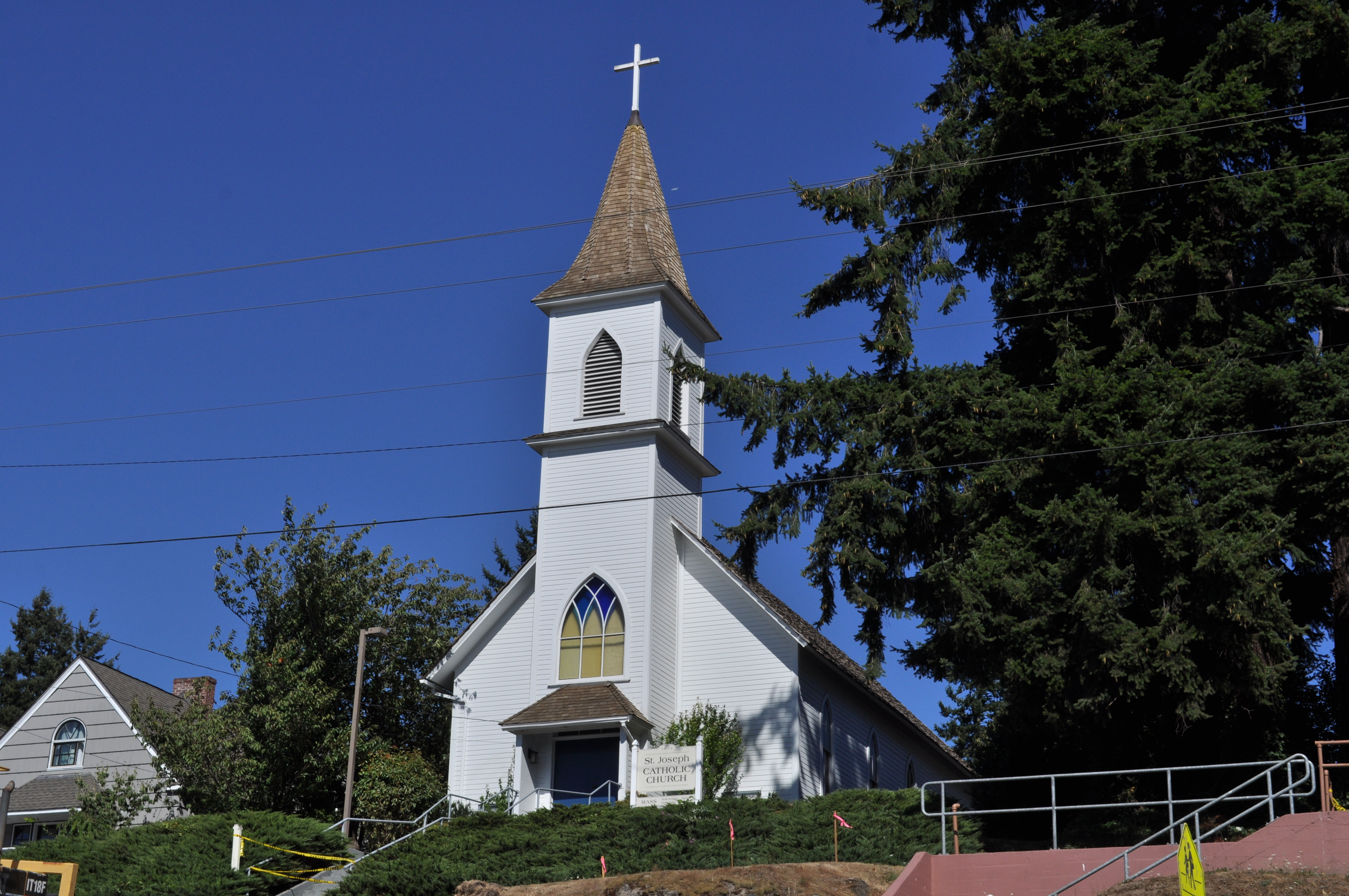
Католицька церква св. Йосипа на вул. № 4 у Калама
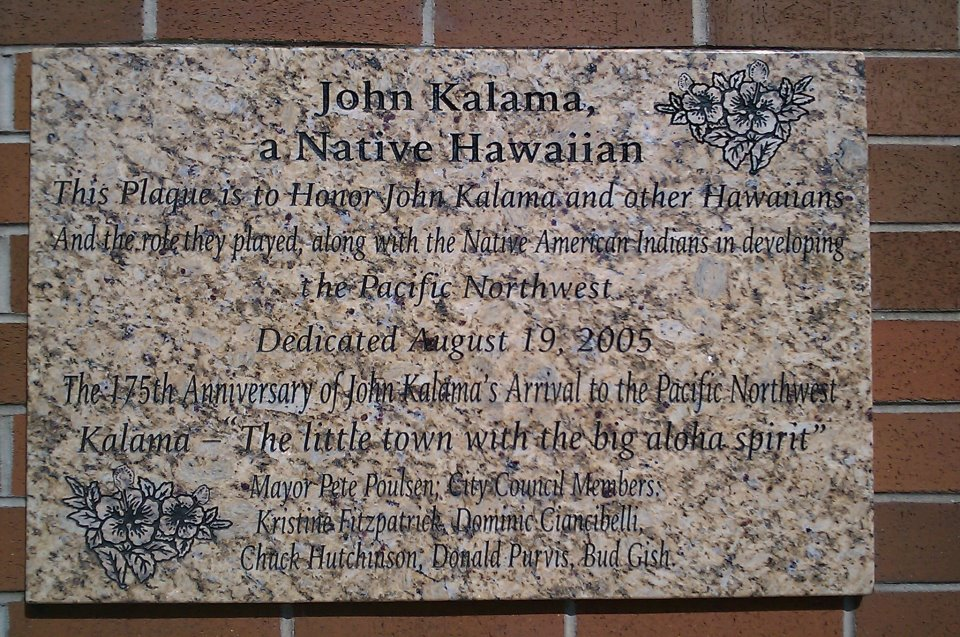
Меморіальна дошка Джона Калама на муніципалітеті Калама
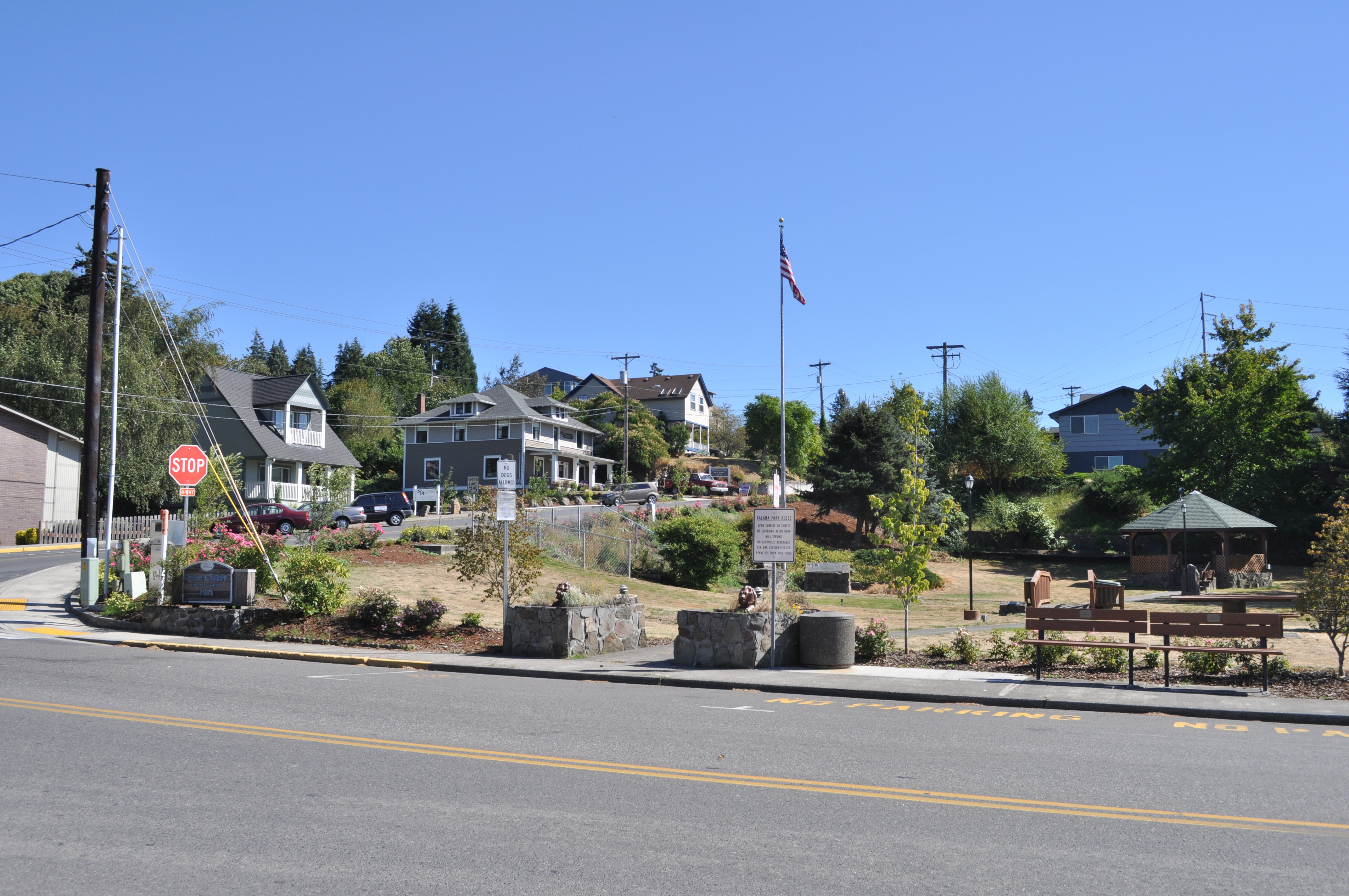
Парк в Калама
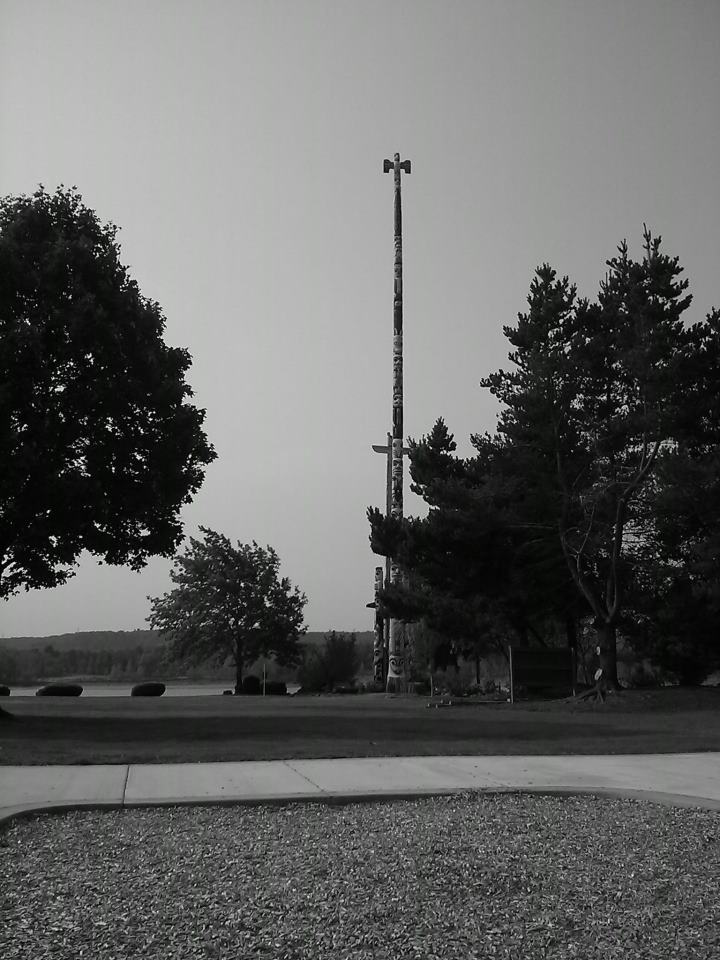
Тотемний стовп